# Cúp quốc gia Scotland 1980–81
 Cúp quốc gia Scotland 1980–81 là mùa giải thứ 96 của giải đấu bóng đá loại trực tiếp uy tín nhất Scotland. Chức vô địch thuộc về Rangers khi đánh bại Dundee United trong trận đấu lại Chung kết.

## Vòng Một
| Đội nhà                 | Tỉ số | Đội khách                     |
| ----------------------- | ----- | ----------------------------- |
| Alloa Athletic (3)      | 1 – 1 | Stenhousemuir (3)             |
| Brechin City (3)        | 2 – 1 | Keith (HL)                    |
| East Fife (3)           | 2 – 1 | Civil Service Strollers (ESL) |
| Meadowbank Thistle (3)  | 2 – 2 | Buckie Thistle (HL)           |
| Queen’s Park (3)        | 2 – 2 | Montrose (3)                  |
| Whitehill Welfare (ESL) | 1 – 1 | Hawick Royal Albert (SSL)     |

### Đấu lại
| Đội nhà                   | Tỉ số | Đội khách               |
| ------------------------- | ----- | ----------------------- |
| Buckie Thistle (HL)       | 3 – 2 | Meadowbank Thistle (3)  |
| Hawick Royal Albert (SSL) | 4 – 1 | Whitehill Welfare (ESL) |
| Montrose (3)              | 2 – 0 | Queen’s Park (3)        |
| Stenhousemuir (3)         | 3 – 2 | Alloa Athletic (3)      |

## Vòng Hai
| Đội nhà                   | Tỉ số | Đội khách           |
| ------------------------- | ----- | ------------------- |
| Albion Rovers (3)         | 1 – 1 | Arbroath (3)        |
| Queen of the South (3)    | 1 – 2 | East Fife (3)       |
| Forfar Athletic (3)       | 0 – 2 | Brechin City (3)    |
| Hawick Royal Albert (SSL) | 2 – 2 | Cowdenbeath (3)     |
| Inverness Thistle (HL)    | 2 – 0 | Montrose (3)        |
| Rothes (HL)               | 1 – 5 | Clyde (3)           |
| Stenhousemuir (3)         | 0 – 0 | Spartans (ESL)      |
| Stranraer (3)             | 2 – 2 | Buckie Thistle (HL) |

### Đấu lại
| Đội nhà             | Tỉ số | Đội khách                 |
| ------------------- | ----- | ------------------------- |
| Arbroath (3)        | 1 – 0 | Albion Rovers (3)         |
| Cowdenbeath (3)     | 3 – 0 | Hawick Royal Albert (SSL) |
| Buckie Thistle (HL) | 3 – 2 | Stranraer (3)             |
| Spartans (ESL)      | 1 – 2 | Stenhousemuir (3)         |

## Vòng Ba
| Đội nhà                 | Tỉ số | Đội khách                |
| ----------------------- | ----- | ------------------------ |
| Airdrieonians (1)       | 0 – 5 | Rangers (1)              |
| Arbroath (3)            | 1 – 1 | Cowdenbeath (3)          |
| Berwick Rangers (2)     | 0 – 2 | Celtic (1)               |
| Brechin City (3)        | 1 – 2 | Dundee United (1)        |
| Buckie Thistle (HL)     | 1 – 3 | Stirling Albion (2)      |
| East Fife (3)           | 0 – 0 | Clydebank (2)            |
| East Stirlingshire (2)  | 4 – 1 | Inverness Thistle (HL)   |
| Falkirk (2)             | 1 – 0 | Dundee (2)               |
| Hamilton Academical (2) | 0 – 3 | St Johnstone (2)         |
| Hibernian (2)           | 1 – 1 | Dunfermline Athletic (2) |
| Kilmarnock (1)          | 2 – 1 | Ayr United (2)           |
| Greenock Morton (1)     | 0 – 0 | Hearts (1)               |
| Partick Thistle (1)     | 2 – 2 | Clyde (3)                |
| Raith Rovers (2)        | 1 – 2 | Aberdeen (1)             |
| St Mirren (1)           | 0 – 2 | Dumbarton (2)            |
| Stenhousemuir (3)       | 1 – 1 | Motherwell (2)           |

### Đấu lại
| Đội nhà                  | Tỉ số | Đội khách           |
| ------------------------ | ----- | ------------------- |
| Clyde (3)                | 2 – 4 | Partick Thistle (1) |
| Clydebank (2)            | 5 – 4 | East Fife (3)       |
| Cowdenbeath (3)          | 4 – 0 | Arbroath (3)        |
| Dunfermline Athletic (2) | 1 – 2 | Hibernian (2)       |
| Hearts (1)               | 1 – 3 | Greenock Morton (1) |
| Motherwell (2)           | 2 – 1 | Stenhousemuir (3)   |

## Vòng Bốn
| Đội nhà             | Tỉ số | Đội khách              |
| ------------------- | ----- | ---------------------- |
| Celtic (1)          | 3 – 0 | Stirling Albion (2)    |
| Cowdenbeath (3)     | 1 – 2 | East Stirlingshire (2) |
| Dundee United (1)   | 1 – 0 | Partick Thistle (1)    |
| Hibernian (2)       | 1 – 0 | Falkirk (2)            |
| Kilmarnock (1)      | 0 – 0 | Clydebank (2)          |
| Greenock Morton (1) | 1 – 0 | Aberdeen (1)           |
| Motherwell (2)      | 2 – 1 | Dumbarton (2)          |
| St Johnstone (2)    | 3 – 3 | Rangers (1)            |

### Đấu lại
| Đội nhà       | Tỉ số | Đội khách        |
| ------------- | ----- | ---------------- |
| Clydebank (2) | 1 – 1 | Kilmarnock (1)   |
| Rangers (1)   | 3 – 1 | St Johnstone (2) |

#### Đấu lại lần 2
| Đội nhà        | Tỉ số | Đội khách     |
| -------------- | ----- | ------------- |
| Kilmarnock (1) | 0 – 1 | Clydebank (2) |

## Tứ kết
| Đội nhà             | Tỉ số | Đội khách              |
| ------------------- | ----- | ---------------------- |
| Greenock Morton (1) | 0 – 0 | Clydebank (2)          |
| Celtic (1)          | 2 – 0 | East Stirlingshire (2) |
| Dundee United (1)   | 6 – 1 | Motherwell (2)         |
| Rangers (1)         | 3 – 1 | Hibernian (2)          |

### Đấu lại
| Đội nhà       | Tỉ số | Đội khách           |
| ------------- | ----- | ------------------- |
| Clydebank (2) | 0 – 6 | Greenock Morton (1) |

## Bán kết
| Celtic | 0 – 0 | Dundee United |
| ------ | ----- | ------------- |
|        |       |               |

| Rangers | 2 – 1 | Morton |
| ------- | ----- | ------ |
|         |       |        |

### Đấu lại
| Dundee United                                                | 3 – 2 | Celtic                                       |
| ------------------------------------------------------------ | ----- | -------------------------------------------- |
| Eamonn Bannon 9' · Paul Hegarty 10' · Mike Conroy 76' (l.n.) |       | Charlie Nicholas 5' (pen) · David Provan 44' |

## Chung kết
| Rangers | 0 – 0 (a.e.t.) | Dundee United |
| ------- | -------------- | ------------- |
|         |                |               |

### Đội bóng
| RANGERS:               |  |                 |  |    |    |
|                        |  |                 |  |    |    |
| GK                     |  | Jim Stewart     |  |    |    |
| DF                     |  | Sandy Jardine   |  |    |    |
| DF                     |  | Gregor Stevens  |  |    |    |
| DF                     |  | Tom Forsyth     |  |    |    |
| DF                     |  | Ally Dawson     |  |    |    |
| MF                     |  | Tommy McLean    |  |    |    |
| MF                     |  | Bobby Russell   |  |    |    |
| MF                     |  | Jim Bett        |  |    |    |
| MF                     |  | Ian Redford     |  |    |    |
| MF                     |  | Willie Johnston |  | ?' |    |
| FW                     |  | Colin McAdam    |  |    | ?' |
| ’‘‘Thay người:’’’      |  |                 |  |    |    |
| MF                     |  | Davie Cooper    |  |    | ?' |
| FW                     |  | John MacDonald  |  | ?' |    |
| ’‘‘Huấn luyện viên:’’’ |  |                 |  |    |    |
| John Greig             |  |                 |  |    |    |

| DUNDEE UNITED:         |  |                  |  |    |    |
|                        |  |                  |  |    |    |
| GK                     |  | Hamish McAlpine  |  |    |    |
| DF                     |  | John Holt        |  |    |    |
| DF                     |  | Paul Hegarty     |  |    |    |
| DF                     |  | David Narey      |  |    |    |
| DF                     |  | Frank Kopel      |  |    |    |
| MF                     |  | Eamonn Bannon    |  |    |    |
| MF                     |  | Billy Kirkwood   |  |    |    |
| MF                     |  | Iain Phillip     |  | ?' |    |
| MF                     |  | Ralph Milne      |  |    | ?' |
| FW                     |  | Davie Dodds      |  |    |    |
| FW                     |  | Paul Sturrock    |  |    |    |
| ’‘‘Thay người:’’’      |  |                  |  |    |    |
| DF                     |  | Derek Stark      |  | ?' |    |
| FW                     |  | Willie Pettigrew |  |    | ?' |
| ’‘‘Huấn luyện viên:’’’ |  |                  |  |    |    |
| Jim McLean             |  |                  |  |    |    |

#### Đấu lại
| Rangers                                                        | 4 – 1 | Dundee United   |
| -------------------------------------------------------------- | ----- | --------------- |
| Davie Cooper 10' · Bobby Russell 21' · John MacDonald 29', 77' |       | Davie Dodds 23' |

##### Đội bóng
| RANGERS:               |  |                              |
|                        |  |                              |
| GK                     |  | Jim Stewart                  |
| DF                     |  | Sandy Jardine                |
| DF                     |  | Gregor Stevens               |
| DF                     |  | Tom Forsyth                  |
| DF                     |  | Ally Dawson                  |
| MF                     |  | Bobby Russell                |
| MF                     |  | Ian Redford                  |
| MF                     |  | Jim Bett                     |
| MF                     |  | Davie Cooper                 |
| MF                     |  | Derek Johnstone              |
| FW                     |  | John MacDonald               |
| ’‘‘Thay người:’’’      |  |                              |
| MF                     |  | Tommy McLean (không sử dụng) |
| FW                     |  | Colin McAdam (không sử dụng) |
| ’‘‘Huấn luyện viên:’’’ |  |                              |
| John Greig             |  |                              |

| DUNDEE UNITED:         |  |                  |  |    |
|                        |  |                  |  |    |
| GK                     |  | Hamish McAlpine  |  |    |
| DF                     |  | John Holt        |  |    |
| DF                     |  | Paul Hegarty     |  |    |
| DF                     |  | David Narey      |  |    |
| DF                     |  | Frank Kopel      |  |    |
| MF                     |  | Eamonn Bannon    |  |    |
| MF                     |  | Billy Kirkwood   |  |    |
| MF                     |  | Iain Phillip     |  | ?' |
| MF                     |  | Ralph Milne      |  |    |
| FW                     |  | Davie Dodds      |  |    |
| FW                     |  | Paul Sturrock    |  |    |
| ’‘‘Thay người:’’’      |  |                  |  |    |
| DF                     |  | Derek Stark      |  | ?' |
| FW                     |  | Willie Pettigrew |  |    |
| ’‘‘Huấn luyện viên:’’’ |  |                  |  |    |
| Jim McLean             |  |                  |  |    |